# Listă de filme de groază din 1973
Aceasta este o listă de filme de groază din 1973.